# 大安地列斯-阿韋斯海嶺

假說認為動植物是透過一座陸橋自南美洲前往安地列斯群島定殖

大安地列斯-阿韋斯海嶺（英語：Greater Antilles + Aves Ridge），亦稱為GAARlandia，是一座假設的陸橋，推測約於始新世至漸新世的過渡期間（約3,300萬年前）連結起大安地列斯群島及南美洲。動植物被認為透過擴散（播遷）和隔離分化的方式定殖到加勒比地區各島嶼，而最著名的隔離分化假說即是利用大安地列斯-阿韋斯海嶺完成定殖。該說的支持者引述單一基因譜系的研究證明，反對者則認為缺乏相關的地質證據。

## 假說
大安地列斯-阿韋斯海嶺假說由哺乳動物學家羅斯·麥克菲（Ross MacPhee）和地質學家曼努埃爾·伊圖拉爾德-文森特於1994年提出。假說認為，在始新世－漸新世交界（約33.9百萬年（33,900,000年）前），北美洲板塊和南美洲板塊向加勒比板塊擠壓長達2百萬年，導致目前淹沒在加勒比海東部的阿韋斯海嶺向上抬升，形成一條將南美洲北部和波多黎各相互連結的不間斷陸橋；波多黎各被進一步假設透過露出的陸地與伊斯帕尼奧拉島、古巴和牙買加東部相連。在此期間，南極洲的冰蓋擴張，全球海平面下降。麥克菲和伊圖拉爾德-文森特主張，現居或曾經棲息在大安地列斯群島的諸多非飛行陸生脊椎動物祖先係自南美洲穿越該陸橋步行而來，而不必透過長距離的海洋播遷。

## 爭論
大安地列斯-阿韋斯海嶺假說於科學界存在爭議。假說得到單一基因譜系研究的支持，但該假說主張在同一時間窗口（time window）下有多個基因譜系同時定殖則需進一步驗證和證據證實。 生物學家羅伯托·阿隆索·博斯（Roberto Alonso Bosch）等人於2011年發表的研究堅定支持假說，主張他們在種系發生學（譜系發生學）的研究中發現不耐鹹水、無法藉由游泳或漂流等海洋播遷移動的盾蟾屬蟾蜍，其共同祖先約在3,300萬年前抵達大安地列斯群島，與假說認為大安地列斯-阿韋斯海嶺將各島嶼和南美洲連結的時間吻合。遷移時間符合假說推測大安地列斯-阿韋斯海嶺存在期間的其他分類單元包括慈鯛科、卵齒蟾屬和骨蛙屬青蛙、蝴蝶、馬蜂亞科長腳蜂、擴散有限的蜘蛛、已滅絕的靈長類和加勒比地懶、多種蝙蝠、豪豬下目的齧齒類等。
生物地理學家傑森·阿里（Jason R Ali）和生物學家史蒂芬·布萊爾·赫傑斯2021年的研究則對大安地列斯-阿韋斯海嶺假說提出質疑，在分別探討陸生脊椎動物的定殖紀錄及地質和地震資料後，發現其中支持假說的證據薄弱，甚至不存在。研究總結認為，海洋播遷方式是大安地列斯群島所有物種（包括植物和無脊椎動物）起源的「最佳解釋」（the best available explanation）。
生物學家保羅·威佛（Pablo Weaver）等人則認為，大安地列斯-阿韋斯海嶺可能使泥鱂屬這類島嶼特有的淡水魚類，透過結合擴散、隔離分化、跳島的方式到達安地列斯群島。然威佛等人亦指出，泥鱂屬和所有原生於安地列斯群島的物種均具有一定在鹹水中生存的能力，因此推斷若陸橋足夠，此類不耐鹹水的物種（如初級性淡水魚和蚓螈）也得以定殖這些島嶼。並進一步指出，在始新世－漸新世交界、陸地間距離較短的情況下，被認為可能利用大安地列斯-阿韋斯海嶺的哺乳動物（包括巨爪地懶科樹懶）也有可能橫渡短距離的鹹水區域。